# Filira (esposa de Nauplio)
En la mitología griega, Fílira o Filira (Φιλύρα) es uno de los nombres con los que se conoce a la esposa de Nauplio, por el que es madre de Éax, Palamedes y Nausimedonte. En la Biblioteca mitológica se dice que ese nombre se leía en el poema Nostoi, y que, según el poeta órfico Cercope, a la esposa de Nauplio se la llamaba Hesíone; en tanto que, según los «poetas trágicos», su nombre era Clímene. 